# Eurotroll
Eurotroll är ett dubbningsföretag stationerat i Stockholm i Sverige. Företaget grundades 1993 av Lasse Svensson och dubbar filmer och TV-serier till danska, finska, flamländska, nederländska, norska och svenska.
Företaget är ett av Sveriges ledande inom dubbning.

## Dubbningar i urval
- Änglahund
- Änglahund 2
- Lånaren Arrietty
- Tuffa gänget
- Bondgården
- Byggare Bob
- Familjen Casagrande: Filmen
- Flykten från kycklingfabriken
- Katten Gustaf – Filmen
- Det levande slottet
- Kikis expressbud
- Klaus
- Laputa – slottet i himlen
- Lego-filmen
- The Lego Batman Movie
- The Lego Ninjago Movie
- Lego-filmen 2
- Croodarna
- Croodarna 2: En ny tid
- Leo
- Lorax
- Änder!
- Mästerdetektiven Sherlock Gnomes
- A Minecraft Movie
- Min granne Totoro
- Mumier på äventyr
- Milo – Månvaktaren
- Nicke Nyfiken
- Nimona
- Orion och Mörkret
- Pompoko
- Snobben: The Peanuts Movie
- Rorri racerbil
- Rio
- Rio 2 – Prövar vingarna i Amazonas
- Savannens hjältar
- Sonic the Hedgehog
- Sonic the Hedgehog 2
- Sonic the Hedgehog 3
- Skylanders Academy
- Spider-Man: Across the Spider-Verse
- Spies in Disguise
- Svampbob Fyrkant
- Svampbob Fyrkant – Filmen
- Svampbob Fyrkant: Äventyr på torra land
- Star Wars: Episod I – Det mörka hotet
- Ice Age 5: Scratattack
- Epic – Skogens hemliga rike
- Baby-bossen
- Draktränaren 3
- Toy Story
- Trolls
- Trolls - Ett gäng med sväng!
- Transformers One
- UglyDolls
- Vivo
- Tjuren Ferdinand
- Kung Fu Panda 3
- Kung Fu Panda 4
- Drömparken
- Den vilda roboten
- Syskonen Willoughby
- Wallace & Gromit: Varulvskaninens förbannelse
- Wonka
- Om du lyssnar noga
- Hacke Hackspett på sommarläger